# Zbyněk Novotný (motocyklový závodník)
Zbyněk Novotný (* 21. května 1949) je bývalý československý motocyklový závodník, reprezentant v ploché dráze.

## Závodní kariéra
V kvalifikaci Mistrovství světa jednotlivců startoval v letech 1971 a 1972, kdy skončil v kontinentální čtvrtfinále v Abensbergu na 11. místě. Čtyřikrát startoval ve finále Mistrovství Československa jednotlivců (1970 - 14. místo, 1971 - 14. místo, 1972 - 16. místo a 1973 - 20. místo). Byl juniorským mistrem Československa 1970. V roce 1969 vyhrál Zlatou přilbu SNP v Žarnovici. Závodil za Rudou hvězdu Praha. Startoval i na ledové ploché dráze.